# Amerikaanse dikkop-elrits
De Amerikaanse dikkop-elrits (Pimephales promelas) is een vis die voorkomt in de wateren van de Benelux, met name in België. Dit visje wordt ook "mona lisa", "gouden lisa" en "goud-elrits" genoemd.

## Algemeen
Zoals de naam al aangeeft, komt dit visje uit Noord-Amerika. De dikkop-elrits kent een maximumlengte van 10 cm en wordt een paar jaar oud.
In Amerika wordt dit visje gebruikt om te testen op de giftigheid van water.
In Europa is de dikkop-elrits een exoot.

## Ecologische betekenis
Met de dikkop-elrits is de Amerikaanse visziekte enteric redmouth disease overgekomen naar de Europese vissen. Met name zeelt en paling hebben hiervan sterk te lijden.

## Vijver en aquariumgebruik
De "goud-elrits" is een kleurvariant van de dikkop-elrits. Deze wordt beter in een vijver gezien dan de wilde vorm.